# Rodri (labdarúgó, 2000)
Rodrigo Sánchez Rodríguez, ismertebb nevén Rodri (IPA: [ˈroðɾi]; Talayuela, 2000. május 16. –) spanyol korosztályos válogatott labdarúgó, az el-Arabi középpályása.

## Pályafutása

### Klubcsapatokban
Rodri a spanyolországi Talayuela községben született. Az ifjúsági pályafutását a Real Madrid, a Canillas, az Atlético Madrid, az Espanyol, a Barcelona és a Deportivo La Coruña csapatában kezdte, majd a Real Betis akadémiájánál folytatta.
2018-ban mutatkozott be a Real Betis tartalék, majd 2020-ban az első osztályban szereplő felnőtt csapatában. Először a 2020. november 7-ei, Barcelona ellen 5–2-re elvesztett mérkőzés 86. percében, Sergio Canales cseréjeként lépett pályára. Első ligagólját 2021. szeptember 13-án, a Granada ellen idegenben 2–1-re megnyert találkozón szerezte meg. 2024. szeptember 8-án aláírt a katari el-Arabihoz.

### A válogatottban
2021-ben debütált a spanyol U21-es válogatottban. Először a 2021. október 8-ai, Szlovákia ellen 3–2-re megnyert mérkőzésen lépett pályára. Első két válogatott gólját 2022. március 25-én, Litvánia ellen 8–0-ás győzelemmel zárult U21-es EB-selejtezőn szerezte meg.

## Statisztikák
2023. április 2. szerint
| Klub       | Szezon   | Osztály  | Bajnokság | Bajnokság | Kupa és Ligakupa | Kupa és Ligakupa | Nemzetközi | Nemzetközi | Összesen | Összesen |
| Klub       | Szezon   | Osztály  | Meccs     | Gól       | Meccs            | Gól              | Meccs      | Gól        | Meccs    | Gól      |
| ---------- | -------- | -------- | --------- | --------- | ---------------- | ---------------- | ---------- | ---------- | -------- | -------- |
| Real Betis | 2020–21  | La Liga  | 15        | 0         | 4                | 1                | —          | —          | 19       | 1        |
| Real Betis | 2021–22  | La Liga  | 21        | 1         | 4                | 0                | 3          | 0          | 28       | 1        |
| Real Betis | 2022–23  | La Liga  | 20        | 2         | 3                | 0                | 6          | 0          | 29       | 2        |
| Összesen   | Összesen | Összesen | 56        | 3         | 11               | 1                | 9          | 0          | 76       | 4        |

## Sikerei, díjai
Real Betis
- Copa del Rey
  - Győztes (1): 2021–22